# Trachycentra chlorogramma
Trachycentra chlorogramma är en fjärilsart som beskrevs av Edward Meyrick 1907. Trachycentra chlorogramma ingår i släktet Trachycentra och familjen äkta malar. Inga underarter finns listade i Catalogue of Life.